# The Blood Brotherhood
The Blood Brotherhood è un cortometraggio muto del 1913 diretto da Phillips Smalley e Lois Weber.

## Trama
Giovanni, cassiere in una banca, è a capo di un'organizzazione criminale che lui dirige direttamente dal suo posto di lavoro. I suoi accoliti si presentano allo sportello con il libretto bancario come fossero semplici clienti e, attraverso il libretto, si scambiano messaggi per mandare avanti l'organizzazione. Giovanni è innamorato di Maria, la figlia del presidente della banca. Pur se non viene ricambiato, l'uomo riesce a tenere sotto la sua influenza la giovane usando l'ipnosi. La banda, un giorno, rapisce una ragazza storpia, chiedendone un ricatto. Al pagamento, la giovane viene liberata ma le viene anche rubato un ciondolo regalatole da Maria. I clienti corrono a ritirare i loro depositi e la gang minaccia il presidente che, se non rifonderà il loro denaro, ne risponderà con la vita. Il presidente, terrorizzato, vede la banca assalita da una folla frenetica ma Giovani conduce via lui e Maria da una porta posteriore portandoli al quartier generale della sua organizzazione. Quando Maria vede al collo di una delle prigioniere il ciondolo che lei aveva regalato alla ragazza storpia, capisce chi è veramente il cassiere. Prima di cadere nuovamente vittima dell'influenza ipnotica di Giovanni, manda il suo autista a chiamare la polizia. Gli agenti irrompono proprio mentre si sta per celebrare il matrimonio tra Giovanni e Maria, salvando la ragazza da quelle nozze forzate e arrestando tutta la banda e il suo insospettabile capo.

## Produzione
Il film fu prodotto dalla Rex Motion Picture Company.

## Distribuzione
Distribuito dalla Universal Film Manufacturing Company, il film - un cortometraggio in una bobina - uscì nelle sale cinematografiche statunitensi il 16 novembre 1913.